# Quản thúc tại gia
Trong tư pháp và pháp luật, quản thúc tại gia (còn gọi là giam giữ tại nhà, hoặc, trong thời hiện đại, giám sát điện tử) là một biện pháp mà một người bị chính quyền giam giữ tại nơi cư trú. Chỉ những người có nhà mới được phép bị kết án bắt giữ tại nơi cư trú của họ. Thường họ bị hạn chế đi lại, nếu được phép ở nhiều nhà. Quản thúc tại gia là một biện pháp thay thế cho việc ở trong tù trong khi xét xử trước hoặc bị kết án.
Mặc dù quản thúc tại gia có thể được áp dụng cho các vụ án hình sự khi nhà tù dường như không phải là một biện pháp thích hợp, thuật ngữ này thường được áp dụng cho việc sử dụng giam cầm như một biện pháp đàn áp của các chính phủ độc tài chống lại các nhà bất đồng chính kiến. Trong trường hợp đó, thông thường, người bị quản thúc tại gia không có quyền truy cập vào bất kỳ phương tiện liên lạc nào. Nếu giao tiếp điện tử được cho phép, các cuộc hội thoại rất có thể sẽ được theo dõi. Với một số đơn vị giám sát điện tử, các cuộc hội thoại của các tù nhân có thể được theo dõi trực tiếp thông qua chính đơn vị đó.

## Lịch sử
Các thẩm phán đã áp đặt các bản án giam giữ tại nhà, như là một thay thế cho nhà tù, cho đến tận thế kỷ 17. Galileo đã bị giam giữ tại nhà sau khi phiên tòa khét tiếng vào năm 1633. Các nhà chức trách chính trị thường giam giữ các nhà lãnh đạo để quản thúc tại gia trong một cuộc đảo chính, nhưng phương pháp này không được sử dụng rộng rãi để giam cầm vô số tội phạm thông thường.
Phương pháp này đã không trở thành một biện pháp thay thế rộng rãi cho việc cầm tù ở Hoa Kỳ và các nước phương Tây khác cho đến cuối thế kỷ 20, khi các thiết bị giám sát điện tử được thiết kế mới khiến cho các cơ quan cải chính không tốn kém và dễ quản lý. Mặc dù Boston đã sử dụng quản thúc tại gia cho nhiều thỏa thuận khác nhau, nhưng bản án đầu tiên của tòa án về quản thúc tại gia với vòng đeo tay điện tử là vào năm 1983.

## Chi tiết
Giam giữ tại nhà là một biện pháp thay thế cho bỏ tù; Mục tiêu của nó là cả hai để giảm tái phạm và giảm số tù nhân, do đó tiết kiệm tiền cho các tiểu bang và các khu vực pháp lý khác. Đó là một sửa đổi đối với các luật kết án bắt buộc làm tăng đáng kể tỷ lệ giam giữ ở Hoa Kỳ. Nó cho phép những người phạm tội đủ điều kiện giữ lại hoặc tìm kiếm việc làm, duy trì các mối quan hệ và trách nhiệm gia đình và tham dự các chương trình phục hồi chức năng góp phần giải quyết các nguyên nhân của hành vi phạm tội của họ.
Các điều khoản quản thúc tại gia có thể khác nhau, nhưng hầu hết các chương trình cho phép những người phạm tội được tuyển dụng tiếp tục làm việc và chỉ giới hạn họ ở nơi cư trú trong giờ không làm việc. Người phạm tội thường được phép rời khỏi nhà của họ cho các mục đích cụ thể; ví dụ có thể bao gồm các chuyến thăm tới nhân viên quản chế hoặc đồn cảnh sát, các dịch vụ tôn giáo, giáo dục, thăm luật sư, xuất hiện tại tòa án và các cuộc hẹn y tế. Nhiều chương trình cũng cho phép người bị kết án rời khỏi nơi cư trú trong thời gian thường xuyên, được chấp thuận trước để thực hiện các việc vặt trong gia đình, như mua sắm thực phẩm và giặt ủi. Người phạm tội có thể phải trả lời các liên lạc từ cơ quan có thẩm quyền cao hơn để xác minh rằng họ đang ở nhà khi được yêu cầu. Các ngoại lệ thường được thực hiện để cho phép khách truy cập truy cập vào người phạm tội.
Các loại quản thúc tại gia khác nhau về mức độ nghiêm trọng theo yêu cầu của lệnh của tòa án. Giờ giới nghiêm có thể hạn chế người phạm tội đến nhà của họ vào những thời điểm nhất định, thường là trong những giờ tối. "Giam giữ tại gia" hoặc giam giữ đòi hỏi người phạm tội phải ở nhà mọi lúc, ngoài các trường hợp ngoại lệ nêu trên. Mức độ nghiêm trọng nhất của việc quản thúc tại gia là "giam giữ tại gia", theo đó người phạm tội bị hạn chế cư trú 24 giờ một ngày / 7 ngày một tuần, ngoại trừ các chương trình điều trị được tòa án phê chuẩn, xuất hiện tại tòa án và các cuộc hẹn y tế.
Trong một số trường hợp đặc biệt, một người có thể bị quản thúc tại gia mà không cần xét xử hoặc đại diện pháp lý và có thể bị hạn chế đối với các cộng sự của họ. IMột số quốc gia loại hình giam giữ này mà không bị xét xử đã bị chỉ trích vì vi phạm quyền con người cho một phiên tòa công bằng. Ở các nước có hệ thống chính quyền độc tài, chính phủ có thể sử dụng các biện pháp như vậy để bóp nghẹt bất đồng chính kiến.